# Kubánské náměstí
Kubánské náměstí ve Vršovicích na Praze 10 vzniklo ve 30. letech 20. století[zdroj⁠?!]. Má nepravidelný tvar a je obklopeno ulicemi:
- z jihu Na Hroudě
- ze západu Vladivostocká
- ze severu Litevská
- z východu Murmanská.

Vedení Prahy 10 plánuje revitalizaci náměstí na zlepšení veřejné zeleně, dopravní infrastruktury atd. Organizuje tu farmářské trhy na podporu českých tradic a kulturní historie.

## Historie a názvy
Prostor náměstí dostal v roce 1961 název "náměstí Kubánské revoluce", který se roku 1991 změnil na "Kubánské náměstí".
Odvozený lidový název oblasti je Kubáň.

## Budovy, firmy a instituce
- Uniqa pojišťovna - Kubánské náměstí 2
- Hotel Mars - Kubánské náměstí 6[4]
- administrativní komplex Garden Eleven - Kubánské náměstí 11[5]
- Komerční banka - Kubánské náměstí 15
- Teta drogerie - Kubánské náměstí 21
- Česká pojišťovna - Kubánské náměstí 25[6]